# Elgeta
Elgeta är en kommun i Spanien. Den ligger i Gipuzkoaprovinsen i den autonoma regionen Baskien i norra delen av landet, 300 km norr om huvudstaden Madrid. Antalet invånare är 1 130 (2024). Arean är 16,83 kvadratkilometer. Elgeta gränsar till Zaldibar, Eibar, Bergara och Elorrio. 